# Petro Drahomanow
Petro Jakymowytsch Drahomanow (ukrainisch Петро Якимович Драгоманов, russisch Пётр Якимович Драгоманов Pёtr Jakymowytsch Drahomanow; * 29. Junijul. / 11. Juli 1802greg. in Mali Budyschtscha, Gouvernement Poltawa, Russisches Kaiserreich; † September 1860 in Hadjatsch, Gouvernement Poltawa, Russisches Kaiserreich) war ein ukrainischer Dichter und Übersetzer.

## Leben
Petro Drahomanow kam im heutigen Rajon Hadjatsch der ukrainischen Oblast Poltawa als Sohn eines militärischen Schatzmeisters zur Welt.
Er studierte Rechtswissenschaften in Sankt Petersburg und war dort ab 1817 in verschiedenen Positionen im öffentlichen Dienst tätig. Zwischen 1828 und 1832 arbeitete er für verschiedene russischsprachige Almanache und Magazine, bei denen er sowohl eigene Gedichte als auch übersetzte Werke, Gedichte und Prosa, veröffentlichte.
1836 ließ er sich im Rang eines Коллежский асессор Kolleschski Assessor pensionieren und kehrte 1838 in die Ukraine zurück. Von 1840 bis 1844 war er Assistent eines Landgerichts, später war er als privater Rechtsanwalt tätig. Im Gegensatz zu seiner Tochter Olena Ptschilka, die ihre Gedichte in Ukrainisch verfasste, schrieb er „wegen des langen Aufenthaltes des Vaters in Sankt Petersburg“, wie seine Tochter sagte, in russischer Sprache.

## Familie
Petro Drahomanow war der Ehemann von Jelysaweta Drahomanowa (Єлизавета Драгоманова), geborene Zjazka (Цяцька; 1821–1895), mit der er drei Söhne und drei Töchter hatte, darunter den Historiker und politischen Denker Mychajlo Drahomanow und die Schriftstellerin und Mutter von Lessja Ukrajinka, Olena Ptschilka. Petros Bruder war der Dekrabrist und Dichter Jakow Akimowitsch Dragomanow (Яків Акимович Драгоманов Jakiw Drahomanow, 1801–1840).